# Осторожно, модерн! 2
«Осторожно, модерн! 2» — микробюджетный юмористический телесериал, продолживший развивать известный по проектам «Осторожно, модерн!» и «Полный модерн!» формат комедии двух актёров — Сергея Роста и Дмитрия Нагиева. Транслировался на канале СТС в 2001—2004 годах. После сериала были сняты спин-офф «Осторожно, Задов!» и его продолжение «Zадов in Rеалити».

## Сюжет
Сюжет сериала развивается в спальном районе Санкт-Петербурга, в доме 25 по улице Красных (в некоторых сериях — Красивых) Молдавских Партизан (в 50-й серии — д. 47, в 69-й, 70-й, 73-й и 90-й — д. 6; 87-й — д. 13), где живут главные действующие лица — три семьи: Задовы, Тракторенко и Сморкович. За редким исключением всех героев играют Дмитрий Нагиев и Сергей Рост. Типовая девятиэтажка населена их острохарактерными персонажами, попадающими в абсурдные ситуации.

## Герои сериала

### Семья Задовых
- Василий Петрович (Нагиев): прапорщик[27] танковых войск[15] (в/ч 30303[18]), хотя в разных сериях носит разные эмблемы войск[28]. Внешне напоминает Адольфа Гитлера (зачёсанные волосы и маленькие усы)[29], при этом канал СТС в своих пресс-релизах описывал персонажа как смесь поручика Ржевского и других героев антимилитаристских анекдотов[30]. Василий способен поднять руку на супругу[31]. Режиссёр и сценарист сериала Анна Пармас характеризует персонажа как кретина, но с фантазией[32]). Весьма непригляден[33]. Имеет двоих детей[34] и решения семейных проблем принимает всегда сам[15]. Однако решения инициативного и расчётливого[35] прапорщика не всегда могут привести к благоприятным последствиям[36][37]. Любит ездить на стрельбы и выполнять ответственные задания, например, ловить иностранных шпионов[38], хранить дома украденный уран[39] или деньги прапорщиков и офицеров своей части[12]. Пытается продавать баллистические ракеты или уран арабским террористам (согласно 12-й серии - так же неким молдаванам товарища комбата)[40]. Вооружён[38]. Изменяет жене с буфетчицей Клавой[39], в общем и целом, является сексуально свободным человеком[41]. Дружен с соседом Петром Тракторенко[42]. Нейтрален по отношению к Степану Сморковичеву[34]. В молодости занимался дзюдо в одной секции с Владимиром Путиным[43][44]. В 29-й серии стал суррогатным родителем инопланетного существа[45]. Есть сын в браке и непризнанный внебрачный ребёнок от Лены из Батагая[46]. Брат Борис (Рост) проживает в Израиле[20]. В большинстве серий ведет себя как недалекий эгоист, но в некоторых случаях проявляет себя с неожиданной стороны - например, выручает Петра Семеновича в 16-й серии, усыновляет ребенка из детдома в 56-й серии.

Нина Задова в исполнении Сергея Роста и её муж, прапорщик Василий Задов, в исполнении Дмитрия Нагиева

- Нина Марковна (Рост): жена Василия[19]. Работает в военторге[36] (в 27-й серии — подрабатывает бухгалтером в синагоге)[31]. В юности встречалась с Петром Тракторенко[24], к которому сохраняет симпатию[18]. Баллотировалась в управдомы[46].
- Павел (Нагиев): несовершеннолетний сын Василия и Нины[18]. Носит кличку Очкарито[47]. Компьютерный гений[31], изобретатель[48] и «генератор» бредовых идей[37]. Лучшие друзья - соседские мальчишки Серёга и Лёнчик[42]. Встречался с Наташей, на которой впоследствии (81-я серия) женился[37]. В середине сериала его любовным объектом была Алёна Пастушенко[31]. По мнению журналиста и кинообозревателя Семёна Кваши, Павел одновременно схож с маньяком Андреем Чикатило и персонажем комедий Леонида Гайдая, Шуриком (Александр Демьяненко)[49].
- Татьяна (Нагиев): старшая дочь Нины, единоутробная сестра Павла[36]. Падчерица Василия[18], с которым у неё весьма непростые отношения[36]. Но, тем не менее, она называет его папой[28]. Иногда подрабатывает проституцией[37]. Имеет кучу любовников, зачастую возрастных и состоятельных[46]. Какое-то время встречалась с Серёгой Тракторенко[50].

### Семья Тракторенко
- Зинаида Петровна (в некоторых сериях — Зинаида Ивановна[36]) (Нагиев): врач-проктолог[51]. Женщина средних лет, высокого роста, худощавая. Носит очки[34]. Обладает 43-м размером ноги[28]. Жестокая[52]. Постоянно устраивает мужу побои, унижает его[37]. Воспитывает сына Сергея, относится к нему с меньшей агрессией, чем к мужу[18][36]. Поначалу вызывала симпатию у Василия[40]. В начале сериала тот даже изменил с ней Нине[49]. Но и без того Зина зачастую изменяет Пете, несколько раз даже уходит из дома. Но, в конце концов, возвращается назад, так как жить без него не может[18]. Имеет множество наград за участие в медицинских соревнованиях[46]. Баллотировалась в депутаты[53][54] По мнению журналиста Александра Морсина, персонаж вдохновлён образом певицы Милен Фармер[55].
- Пётр Семёнович (Рост): муж[19], учёный (ботаник)[56]. Младший научный сотрудник лаборатории кактусов Института растениеводства[38]. Пугливый, рассеянный и робкий[40], немного заикается[46], вынужден терпеть свою злую супругу[57] и потакать ей во всём[30]. Любые попытки противостоять ей, как правило, кончаются плохо[58]. Но изредка ему удаётся одержать над ней верх[36]. Гениальный изобретатель[28] и автор различных научных теорий. Автор незаконченной диссертации[46]. Дважды удостаивался Нобелевской премии[59]. В число научных достижений Петра Семёновича входят создание машины времени[20](Машины, определяющей местонахождение любого объекта (МОМЛО)[60]; эликсира бессмертия[28], приворотного зелья и клонирование людей, однако побочные действия изобретений учёного зачастую сводят к минимуму их эффективность[59]. Есть сын от Зинаиды и совершеннолетняя внебрачная дочь от поездки на картошку в 1973 году[61]. По предположению пресс-службы СТС, персонаж является отсылкой к образу Льва Хоботова (Анатолий Равикович) из комедии Михаила Козакова «Покровские ворота»[30].
- Сергей (Рост): сын Петра и Зинаиды[46], хоккеист и боксёр[42]. Избалованный, глупый и нахальный, носит кличку Бульдозер[59]. В семье может доминировать над своим отцом, но, несмотря на это, может трепетать перед матерью[46]. Сторонник силового решения вопросов[62]. Лучший друг Паши Задова и Лёньки Сморковичева[37]. Его слабости — это девушки[63] и просмотры эротических фильмов или журналов[34]. Какое-то время встречался с Таней Задовой и даже хотел на ней жениться, но получил отказ[46].

### Семья Сморковичевых
- Степан Кондратьевич (Нагиев): спившийся рабочий, сантехник[34]. Сын разведчика Шнобеля[28]. Потомственный рабочий Кировско-Путиловского трактороподшипникового завода[37]. Один из главных источников дохода — сбыт лома цветного металла[64]. Долгое время был малопьющим человеком[34]. Но однажды на Новый год он в подарок получил «неиссякаемую» бутылку водки и в результате спился[49], даже несмотря на то, что его супруга разбила бутылку. Всю зарплату тратит на спиртное[34]. Использует чердак дома в качестве туалета[18]. Несмотря на пьянство, у Степана «золотые руки»[37], и соседи иногда просят его починить какие-то сломанные вещи. Временно один проживал в США, где получил наследство, но вернулся в семью[34].
- Люся (Людмила Олеговна, в 50-й - Марковна, в 89-й серии — Генриховна) (Рост): жена Степана[19]. Эстонка[65], потомок тевтонских рыцарей[37]. Проработала 20 лет на корытной фабрике, затем начала шить и стирать чужую одежду на дому[38]. Иногда Люся уезжает погостить в Эстонию к своей тёте Ирме[40].
- Лёня (Нагиев): сын Степана и Люси[65]. Лучший друг Паши и Бульдозера[37]. Носит кличку Красавчик[50]. Работавший стриптизёром в Manga Bar’е парень под давлением прапорщика Пастушенко женился на его дочери Алёне[28], с которой не спал[66].
- Кондрат Сморковичев (Рост): последний засекреченный работник КГБ, советский шпион-разведчик под псевдонимом Шнобель. Майор госбезопаности. Появляется в 3-й серии.

### Второстепенные персонажи
- Иван Дмитриевич Багратионов (Рост): комбат, подполковник, начальник Василия[37], высокого о Василии мнения[50]. Любовник Нины Задовой[34]. Женат, есть взрослая дочь[46].
- Екатерина Дмитриевна Багратионова[51], аморальная[64], но ревнивая женщина[65], болеет гайморитом[28]. На взгляд Семёна Кваши, персонаж является отсылкой к образу Раисы Захаровны (Людмила Гурченко) из комедии Владимира Меньшова «Любовь и голуби»[49].
- Тарас Тарасович Пастушенко (Рост): прапорщик, украинец[40], любитель сала и армейского юмора[28]. Заклятый враг и вечный армейский соперник Василия[67]. Почти всегда носит солнцезащитные очки (на время снимает в 34-й, 37-й, 38-й и 68-й серях). В молодости подавал большие надежды, но из-за того, что его избил Задов, у него была ампутирована половина мозга. Вдовец, есть дочь[28]. При грубости и строгости остается трогательным любящим отцом и мужем.
- Алёна Пастушенко (Рост): дочь Тараса[68], влюблена в Лёню (впоследствии вышла за него замуж[66]), инфантильная[18] отличница[28].
- Галя/Галина Степановна Ватрушкина (Нагиев): невеста (впоследствии жена[65]) Пастушенко[51], продавщица[65], родившаяся в деревне[69].
- Геннадий Сисько[70] по прозвищу Сиська[34] (Нагиев): генерал (генерал-майор, в некоторых сериях генерал-лейтенант). Имеет жену Диану (Нагиев)[38] , появляющуюся в 10-й серии, которую во всём слушается[34].
- Настасья Филипповна (Рост): мать Нины Задовой[31], тёща Василия[65]. Самоуверенная, порой забывчивая[31]. Периодически приезжает к Задовым погостить. В спорах выступает на стороне дочери и внучки. Подтрунивает над Василием.
- Марк (Рост): отец Нины и Клавдии, муж Настасьи Филипповны, тесть Василия, упоминается в 62-й серии. Судя по всему, был крайне не рад выбору дочери. Пытался прогнать Василия из своей квартиры, раскусив его корыстные мотивы.
- Наташа (Рост): девушка (впоследствии жена) Паши, обидчивая ревнивица, теряющая голову от красивых мужчин[31].
- Клава (в 5-й серии — Люся[46]) (Рост): буфетчица[23], любовница Василия[50] и его сослуживцев, женщина с кулинарным талантом[28].
- Ира Голубкова (Рост): племянница Нины, дочь ее сестры Клавдии. Появляется только в 76-й серии. Рано осиротела, жила в тайге до 17 лет. Некрасивая, но при этом добродушная и скромная девушка, обладает огромной физической силой, умеет петь оперным голосом.
- Клавдия (Рост): сестра Нины, дочь Марка и Настасьи Филипповны, появляется в 76-й серии в воспоминаниях дочери. Бросила семью, когда дочь была совсем маленькой. По словам Нины Задовой, всегда вела сомнительный образ жизни.
- Марина (Нагиев): буфетчица[65], молодая любовница Василия[38], сексуально озабоченная грубиянка[65].
- Николай (в некоторых сериях Вячеслав, Эдуард или Пётр) Гаврилович Рылов (Нагиев): лейтенант, участковый милиционер[65]. Ранее появлялся в качестве центрального персонажа в последних десяти эпизодах сериала «Полный модерн!»[65].
- Михаил Львович Аполлонов (в некоторых сериях Етишкин, Тютюрин[24]) (Рост): нечистый на руку[66] начальник ЖЭКа (управдом)[56] и любовник Зины Тракторенко[66].
- Фёдор Семёнович Тракторенко (Рост): родной брат Петра Семеновича, приехавший к нему в гости в 11-й серии. Колхозник, торгует салом, женат на Анастасии (Нагиев). Кажется полной противоположностью брату, смел и уверен в себе, но при появлении жены в конце серии безропотно подчиняется ей и вынужден вернуться домой.
- Ирма (Нагиев): тетя Люси Сморковичевой.
- Дядя Федя (Рост): злобный и неопрятный дворник, всегда ругается[24], отчаянно выступает против «лимитчиков»[34]. Враждует с Василием. Любовник Нины Задовой[34], баллотировался в управдомы[24].
- Жора (Рост): сосед-аферист, также известен под кличкой Пузатый[64]. Новый русский[66].
- Борис Пантелеймонович. «Друг семьи» Валерий Пантелеймонович, любовник Нины, интеллигент. Был кастрирован по приказу Задова[18].
- Пётр Орлов (Нагиев): ефрейтор, который используется Тарасом Пастушенко в качестве шофёра[18].
- Гамлет Иванович Обрезян (Рост): сокурсник Зинаиды Тракторенко. Народный уролог России. В молодости состоял в романтических отношениях с Зиной. Был назначен министром здравоохранения[71], после чего отыскал и пытался отбить Зинаиду у мужа, но та вернулась домой[18].
- Эраст Выхуё (Нагиев)[72]: ведущий новостей[73], разговаривающий медленно и зловеще[34]. Является пародией на журналиста Игоря Выхухолева[18].
- Следователь (Нагиев): юрист, держащий портрет Лаврентия Берии на рабочем столе[74]; сам внешне похож на Берию[24]. Хладнокровен, безжалостен[38].
- Капитан Лопата (озвучание Рост): офицер соседней воинской части с в/ч Задова, Пастушенко и комбата Багратионова.
- Дед Задов (Нагиев) - дедушка прапорщика Задова. Появляется в 93-й серии.

## Список серий
| Сезон | Сезон | Серии | Период трансляции            |
| ----- | ----- | ----- | ---------------------------- |
|       | 1     | 21    | 4 февраля — 24 июня 2001     |
|       | 2     | 18    | 2 сентября — 30 декабря 2001 |
|       | 3     | 13    | 17 февраля — 2 мая 2002      |
|       | 4     | 16    | 3 — 31 декабря 2002          |
|       | 5     | 21    | 15 октября — 13 ноября 2003  |
|       | 6     | 5     | 12 — 16 января 2004          |

### Сезон 1
| Серия | Премьера   | Краткое описание |
| ----- | ---------- | --- |
| 1     | 04.02.2001 | «Спор на баксы и девчонок». Трое молодых друзей — Паша, Серёга и Лёнчик — решают поспорить на то, кто из них первый станет мужчиной. На кону — 100 баксов и человеческое достоинство. Ребята то и дело подкидывают друг другу подлянки, подстраивают конфузы, и в итоге победа не достаётся никому, зато Паша знакомится с девушкой Наташей, с которой впоследствии у него закрутится бурный роман. |
| 2     | 11.02.2001 | «Ромео и Джульетта». Таня вдруг осознаёт, что влюблена в Серёгу, а тот внезапно делает ей предложение. Василий же в это время находится в поисках отличного стрелка, вместе с которым они победят на очередных стрельбах. Нину он брать не хочет, так как она не умеет стрелять. Зина Тракторенко знакомится с Таней и резко восстаёт против свадьбы. В этой серии после многих лет встречаются бывшие влюблённые Петя и Нина, а Василий немножко влюбляется в Зину. |
| 3     | 18.02.2001 | «Наследство албанской принцессы». Степан узнаёт, что его отец — герой Второй мировой войны, бывший супер-секретный разведчик, к которому из Албании приезжает его старая любовь, албанская принцесса. Дед разрекламирован по телевидению, принцесса, по слухам, очень богата — Сморковичевы решают женить деда на ней и получить состояние. Однако накануне приезда дед внезапно умирает. В серии впервые появляется ведущий новостей. |
| 4     | 25.02.2001 | «Побег ботаника». Перед уходом Зина как обычно строго-настрого наказала Пете выполнить её указания. Однако в спешке Петя случайно разбивает аквариум с любимой рыбкой Зины, её хрустальный кубок и горшок с цветком. В ужасе предвидя наказание, Петя сбегает на чердак, а потом добрый Паша приводит его домой, где Петра Семёновича переодевают в ночнушку Нины и кладут в её постель. В этой серии можно увидеть в кадре сразу двоих персонажей, играемых Нагиевым (Василий Задов и Зинаида Тракторенко), также серия примечательна ставшей известной поговоркой Степана «Чики-брики, чик-чирик» (до этого её упоминал герой Дмитрия Нагиева, Гиви, в предпоследней серии «Осторожно, модерн!»), которую герои Нагиева цитируют и в других многосерийных комедиях («Кухня», «Два отца и два сына»). |
| 5     | 04.03.2001 | «Стать прапорщиком». Паша создаёт шлем, с помощью которого можно проникать в виртуальную реальность, однако, когда его надевает Бульдозер и, чтобы устранить помехи, Паша надевает поверх ещё и фуражку своего папы, происходит невероятное — Серёга оказывается в мозгу прапорщика. А Василий тем временем должен подготовиться к церемонии по случаю повышения звания и разобраться с образовавшейся любовницей. В итоге ребята заварят кашу, но Паше удастся повернуть время вспять и разрешить проблему. В серии впервые появляются комбат и его супруга. |
| 6     | 09.03.2001 | «Лолита». Узнав фабулу набоковского романа, Василий начинает замечать, что его отношение к Тане стало выходить за рамки отцовского. Вскоре он осознаёт, что Таня отвечает на его затаённую страсть. Но ведь есть Нина. И Таня подстрекает Васю на убийство любимой жены. Но в день свадьбы Васи и Тани Нина вдруг оживает. |
| 7     | 18.03.2001 | «Эликсир бессмертия». У Петра Семёновича великая радость — он наконец изобрёл эликсир вечной жизни. Василий, узнав об этом, тут же в тайне от Петра пробует эликсир, несмотря на то, что тот не проверен. Потом его случайно выпивает Зина, а затем и Люся. На следующий день у Василия вырастает грудь, и он начинает мутировать в женщину, у Зины вырастают усы и огромное ухо, а у Люси — рожки. В итоге Василий Петрович чуть было не выйдет замуж за комбата, а Зина почти превратится в голливудскую звезду. |
| 8     | 25.03.2001 | «Братья-очевидцы». В семью Задовых внедряется сладкоречивый представитель религиозной секты «Святые Братья-Свидетели и Отцы-Очевидцы», запудривший своими идеями мозги доверчивой Нине. Как ни старается Василий, а выгнать его и его соратников ему не удаётся. Прапорщик объединяется с Петром Семёновичем, чтобы спасти дом от мошенников. |
| 9     | 01.04.2001 | «Первое апреля». Лёня и Серёга на 1 апреля в шутку меняют номера на нескольких квартирах, в результате чего к Тракторенко заявляется сначала бородатый карлик с чемоданом «зелёных», а затем вор-мокрушник, к Задовым вламываются два гангстера, в поисках тех же «зелёных», а получатель «капусты» в это время ждёт не дождётся карлика. |
| 10    | 08.04.2001 | «Импотенция прапорщика». У Василия проблемы интимного характера, причём в самый неблагоприятный для этого момент: ему приказано ублажить жену генерала, иначе под угрозу ставится судьба всей воинской части. На помощь приходит Пётр Семёнович, открывший новый способ повышения потенции — крысиные экскременты. В серии впервые упоминается генерал Сиська. |
| 11    | 15.04.2001 | «Приезд родственников». Целое нашествие гостей: к Пете приезжает из деревни лихой братец, который закрутит роман с Зиной, к Задовым вселяется ушедший от жены комбат, а к Степану из Эстонии приезжает тётя Ирма — излечить его от алкоголизма методом электрошока. |
| 12    | 22.04.2001 | «Кошмары ботаника». Пародия на фильмы «День сурка» и «Один дома». Зина уезжает на конгресс проктологов, оставив Петра Семёновича с целым списком «приятных домашних хлопот», на которые он быстренько забивает и вместо работы нежится в ванной. Но тут ему начинают сниться страшные сны, которые один за другим начинаются одинаково — приездом Зинаиды. |
| 13    | 29.04.2001 | «Маскарад». Нина, Зина и Люся, обиженные невниманием мужей, уходят жить на чердак, надеясь таким образом расшевелить их. Однако мужья, кажется, и не обращают на сей факт никакого внимания. И тогда Паша выдумывает гениальный план, чтобы все родители вновь обрели счастье, — устроить маскарад. |
| 14    | 06.05.2001 | «Ангел и бес». Неудачник-ангел по имени Одуванчик и провинившийся чёрт по кличке Сиплый получают каждый своё задание: наставить на путь истинный/искусить прапорщика Задова, иначе их лишат работы и сделают смертными. По ходу дела чёрт выигрывает. Но Василий не так прост. В серии впервые появляется тёща Задова, Настасья Филипповна. |
| 15    | 13.05.2001 | «Шпионка из Бундесвера». Паша встречает женщину своей мечты, в два раза старше его, и всерьёз решает на ней жениться. Маргарита нравится всем, за исключением Нины, которая чует недоброе. И не ошибается, поскольку невеста оказывается агентом Бундесвера, цель которого — убить прибывшего в Петербург президента Конго. Несмотря на отсутствие поддержки семьи, Нине удаётся предотвратить покушение. |
| 16    | 20.05.2001 | «День рождения ботаника». В свой день рождения Пётр Семёнович помимо четырёх тортиков получает ещё и Нобелевскую премию (за разработку метода создания искусственного человека путём введения в геном крысы ДНК курицы), которую сразу же отбирают, его бросает Зина, а Серёжа объявляет, что собирается жениться на своей беременной подруге. |
| 17    | 27.05.2001 | «Беременность». Таня заявляет, что беременна. Василий взбешён ситуацией, а особенно — отсутствием потенциального отца ребёнка. Он начинает искать Тане будущего жениха, но Таня упорна в своём желании остаться матерью-одиночкой. |
| 18    | 03.06.2001 | «Беременность 2». Таня, возмущённая отказом Василия помогать ей и ребёнку, уходит к Тракторенко, а следом за ней — и Нина, разозлившаяся на Василия за невнимание к бедам дочери. Прапорщик готов простить Таню, если та попросит у него прощения. Но Таня непреклонна. Василия доводят до истерики, и он идёт на крышу, чтобы покончить с собой. |
| 19    | 10.06.2001 | «Скрытые камеры». В доме Задовых развешивают скрытые камеры: их жизнь транслируется на всю страну, в качестве похожего на шоу «За стеклом» проекта «Люди-уроды». Поначалу они не против, надеясь на солидный гонорар, но постепенно это начинает угрожать репутации и счастью семьи. В этой серии мы знакомимся с прапорщиком Пастушенко. |
| 20    | 17.06.2001 | «Любовница прапорщика». Любовница Задова, буфетчица Клава, по его же неосторожному предложению заявляется домой к Василию, и тому ничего не остаётся, как поселить её у себя под видом сестры-монашки. Затем к Клаве приезжает муж-полярник, и терпению Василия приходит конец. В этой серии впервые появляется дворник. |
| 21    | 24.06.2001 | «Приключения Степана». Степана на автомобиле сбивает богатый японец. Испугавшись, японец платит Степану за причинённые травмы и вдобавок приводит своего друга-врачевателя. А тут к Степану ещё обращается сосед-гангстер с просьбой стать его телохранителем, и двое бандитов — с просьбой убить соседа-гангстера, и все предлагают приличные гонорары. |

### Сезон 2
| Серия   | Премьера   | Краткое описание |
| ------- | ---------- | --- |
| 1 (22)  | 02.09.2001 | «Привидения». Сосед-гангстер Жора обращается поочерёдно к Задовым, Тракторенко и Степану, предлагая обменять их квартиры, в которых он хочет устроить стриптиз-клуб, на жильё в Крыжополе. Ни один вариант не удаётся, и сосед начинает являться к ним по ночам в образе Смерти, чтобы выгнать перепуганных соседей из квартир, однако потом к нему заявляется настоящая Смерть, вследствие чего Жора умирает от страха. |
| 2 (23)  | 09.09.2001 | «Предсказания». Петру Семёновичу снится его бабка, которая напоминает ему о некогда предсказанном: он получит полцарства, женится на принцессе и сразится с драконом. На следующий день Пётр замечает, что предсказание всё же сбывается. |
| 3 (24)  | 16.09.2001 | «Штаб в квартире». Василий устраивает в своей квартире штаб воинской части и устанавливает там свои жёсткие порядки. Нина и Таня против, за что их сажают под арест, однако им удаётся сбежать. В этой серии впервые появляется генерал Сиська и выясняется, что у него когда-то была любовь с Настасьей Филипповной. |
| 4 (25)  | 23.09.2001 | «Любовник-мотоциклист». Петя получает ещё одну Нобелевскую премию и собирается вложить этот солидный финансовый бонус в развитие своей лаборатории. Однако его жёнушка Зинаида имеет совсем другие планы, поскольку её любовник-байкер Эммануил (Рост) мечтает о новом мотоцикле. Тем временем к Василию Петровичу приезжает чукча Лена (Рост), с которой он спал во время командировки в Якутию, и он заставляет Петра Семёновича приютить её у себя под видом дочки от предыдущего брака. |
| 5 (26)  | 30.09.2001 | «Мулен Руж». Паша, Серёга и Лёня находят в газете объявление состоятельного гея, ищущего себе парня, и приглашают его к Павлу домой, чтобы развести богатого гомосексуала на деньги. Григорий заинтересовывается Пашей, предлагая тому в обмен на близость сделать его звездой эстрады. По принуждению почуявшего запах халявных денег Василия Павел вынужден бросить Наташу, но их любовь в итоге преодолеет преграды, и они воссоединятся. Но ненадолго, так как Очкарито получит повестку в армию. События серии периодически прерываются песнопениями уличного гитариста, который поёт о мучениях Наташи. |
| 6 (27)  | 07.10.2001 | «Атака клонов». Василия Задова по приказу президента собираются передислоцировать в Антарктиду с целью охранять пингвинов от олигархов. Смена среды обитания не входит в планы прапорщика, и он обращается за помощью к Петру Семёновичу, который научился клонировать людей. Петя создаёт двойника Василия, который и отправляется на выполнение спецзадания. Однако попытка схитрить с помощью науки приводит к ещё большим проблемам. |
| 7 (28)  | 14.10.2001 | «Формула успеха». Неугомонный гений Пётр Семёнович раскрывает «формулу успеха» и по-дружески сообщает её Василию: необходимо узнавать цепь случайных событий, которые привели к неожиданному фарту, после чего все действия, какими бы нелепыми или бессмысленными они ни были, нужно повторить в точности. |
| 8 (29)  | 21.10.2001 | «Прапорщик и инопланетяне». Василий Петрович «беременеет» в результате случайного секса с инопланетянином. Жена Нина и соседка Зина решают запереть прапорщика с целью получить премию ЮНЕСКО, причитающуюся первому мужчине, который родит. Поначалу Василий отказывается от такой перспективы, однако вскоре в нём неожиданно просыпается материнский инстинкт. |
| 9 (30)  | 28.10.2001 | «Сюрпризы для прапорщика». Василий Петрович устраивает своему другу и соседу Пете на день рождения такой сюрприз, что ботаник в очередной раз становится жертвой домашнего насилия со стороны Зины. Пётр Семёнович решает отплатить любителю жёстких розыгрышей той же монетой. В этой серии Задов произносит ставшую известной фразу «Щас чучу намандрючу». |
| 10 (31) | 04.11.2001 | «Битва за жилплощадь». В доме освобождается трёхкомнатная квартира, которую решено отдать самой малоимущей семье. Задовы, Тракторенко и Сморковичевы тут же вступают в битву за дармовую жилплощадь, которая в итоге так никому из них не достанется. В этой серии впервые появляется управдом. |
| 11 (32) | 11.11.2001 | «Зинаида — депутат». Зина собирается стать депутатом. По закону подлости Петя сообщает ей, что полюбил другую женщину и требует развода, который может сломать грядущую политическую карьеру Зинаиды. Нина Марковна тем временем застаёт Василия в кровати с любовницей Клавой. |
| 12 (33) | 18.11.2001 | «Алёна Пастушенко». Заклятый враг Василия — Тарас Пастушенко — селится в том же доме вместе с дочерью Алёной. Алёна поначалу и не подозревает, что в неё по уши влюблён Паша, который всеми способами пытается привлечь её внимание. Сама же она мечтает о красавчике Лёне. В серии впервые появляется ефрейтор Пётр Орлов. |
| 13 (34) | 25.11.2001 | «Очкарито в тюрьме». Начинается всё с того, как Паша сидит в тюрьме, а голос за кадром повествует его горькую историю. Оказывается, чтобы произвести впечатление на Алёну, Паша решил разбогатеть и начал искать для этого самые нетрадиционные пути. |
| 14 (35) | 02.12.2001 | «Сокращения в части». В воинской части намечается сокращение — надо уволить одну боевую единицу-прапорщика. В связи с чем Задов и Пастушенко начинают анонимно посылать комбату компромат друг на друга. |
| 15 (36) | 09.12.2001 | «Расследование». У комбата пропадает фуражка и новая колода игральных карт. Василий вызывается ему помочь, используя при этом свой знаменитый «метод дедукции». В процессе расследования Василий Петрович обличает в шпионаже доктора Абракайтиса, тайного индусского агента. Но искать на самом деле следовало в другом месте. |
| 16 (37) | 16.12.2001 | «Лучшие уши России». Василий в приступе ярости надирает Тане уши, не подозревая, что она в это время участвует в конкурсе «Лучшее ухо России». А Зина устраивает на дому «Платную медицинскую помощь» по телефону. |
| 17 (38) | 23.12.2001 | «Страсти Пастушенко». Пока Пастушенко выясняет отношения со своей любимой — Галей, к нему в квартиру подселяют оказавшихся на улице Степана и Люсю. В этой серии мы знакомимся с участковым Рыловым, а также из армии возвращается Лёня. |
| 18 (39) | 30.12.2001 | «Страшный Дедушка Мороз». Новый год для дома № 13 — настоящий ад. Каждый год на праздник к ним заявляется особый Дед Мороз, от подарков которого стоит ждать одной беды. Вот и в этом году Дедушка не подкачал: Паша оказался у Василия в попе, Нина стала молодеть, будто она герой рассказа Фрэнсиса Скотта Фицджеральда «Загадочная история Бенджамина Баттона», а Василий получил дар исполнять чужие желания. |

### Сезон 3
| Серия   | Премьера   | Краткое описание |
| ------- | ---------- | --- |
| 1 (40)  | 17.02.2002 | «Фамильная кувалда». Василий случайно находит старую фамильную кувалду. Ударив себя ею по лбу, Василий Петрович получает видение: его прапрапрапрадед из Средневековья — Иван Красна Задница — вещает ему о чудесах, на которые способна эта кувалда. |
| 2 (41)  | 24.02.2002 | «Пропажа заначки». Комбат Багратионов доверяет Василию сохранить у себя общак с деньгами прапорщиков и офицеров их части. После пьянки Задов не может вспомнить, куда исчезли деньги. Прапорщик начинает вспоминать свои действия за последнюю неделю, и в список подозреваемых по очереди попадают все, от Паши до самого комбата. |
| 3 (42)  | 03.03.2002 | «Из диджеев — в президенты». В новостях сообщают, что в России впервые проводятся выборы президента посредством денежно-вещевой лотереи среди всех граждан страны. Иван Багратионов с помощью своей жены Екатерины, которая иногда изменяет ему с генералом Сисько, узнаёт о секретной информации, что гарантом Конституции будет избран Павел Задов, который в квартире родителей открыл собственный радиоузел, пишет странные картины и сочиняет нелепые песни. Юноша вскоре попадает под внимание общественности, по причине чего характер и образ жизни парня начинают меняться.           |
| 4 (43)  | 10.03.2002 | «Ребята женятся». Паша, Серёга и Лёнчик на чердаке устраивают мальчишник: на следующий день каждому из них предстоит расстаться с холостяцкой жизнью. Однако до молодых мужчин быстро доходит, что они совсем не готовы к супружеству. Паша притворяется гомосексуалом, Серёга врёт, что у него есть другая девушка, и только Тарас Пастушенко принудительно женит Лёню на Алёне. |
| 5 (44)  | 17.03.2002 | «Мелодрама». К Зинаиде в гости приходит любовь её молодости — Гамлет Обрезян, только что назначенный министром здравоохранения, — и предлагает стать его женой и уехать с ним. Зина, восхищённая его успехом, соглашается, однако женское сердце обмануть невозможно. |
| 6 (45)  | 24.03.2002 | «Собачка комбата». Иван Багратионов отправляется на курорт и поручает Василию на время своего отсутствия приютить борзую собаку по кличке Герда. «Друг человека» незамедлительно превращает жизнь прапорщика в ад, пожирая не только все запасы съестного, но и Пашину говорящую крыску по имени Жора, также Герда чуть не подставит Василия. |
| 7 (46)  | 31.03.2002 | «Американский Степан». Степан получает письмо о том, что в США скончался его дядя-иммигрант, оставивший племяннику в наследство американское гражданство. Степан в одиночку покидает родину, а спустя год возвращается другим человеком, чтобы забрать с собой за бугор жену и сына. Однако многое поменялось: Лёня стал алкоголиком, а Люся, которая шьёт и стирает на дому, должна рэкетирам, Степана грабят уволенные в запас и ставшие бомжами Тарас и Василий, сам Стёпа впоследствии избивает бандитов, вымогавших у Люськи деньги, и отправляется в камеру предварительного заключения. |
| 8 (47)  | 07.04.2002 | «Танькина любовь». Серёга Бульдозер, мечтая влюбить в себя Таню, около дома даёт ей выпить изобретённый отцом любовный эликсир, после употребления которого она должна потерять голову от того, кто первым попадётся ей на глаза, однако по закону подлости раньше всех под взор девушки попадает нелепый заводской рабочий. |
| 9 (48)  | 14.04.2002 | «Северный полюс». Василия собираются отправить в командировку за Полярный круг; Пётр Семёнович по дружбе на одном из медицинских бланков Зинаиды выписывает ему фальшивую справку, что он болен; а Тарас всё выясняет отношения с Галей и знакомится с кокетливой брюнеткой, упавшей в канализационный люк. |
| 10 (49) | 21.04.2002 | «Бунт ботаника». Устав от вечных побоев и унижений, а также переживая за свою отвергнутую Зиной теорию телепортации, Пётр Семёнович уходит в запой, прихватив с собой Василия и Степана, поёт жалостливые песни, играет на аккордеоне и избивает тренера своего сына. |
| 11 (50) | 28.04.2002 | «Маньяк». На Нину поздно вечером в подъезде нападает сексуальный маньяк. Восторженная Нина делится пережитым с Зиной. Вскоре маньяк нападает и на Зинаиду Петровну. А затем на Люсю. В результате мужья рассекречивают маньяка. |
| 12 (51) | 01.05.2002 | «Клад Плиссерманов». Паша и Серёга крадут у потерявшего на лестнице сознание еврея бумажник, письмо и карту их дома, где крестиком помечено местонахождение клада. В поисках оного они сначала разносят ванную Задовых, затем ванную Тракторенко, а клад на самом деле спрятан в ванной Пастушенко и Степана. |
| 13 (52) | 02.05.2002 | «Нашествие чебуреков». После очередной попойки исчезают Василий Задов, Степан Сморковичев и Тарас Пастушенко. Оказывается, в дурмане они переписали свои квартиры на имена двух бандитов из чебуречной банды, против которых восстают Нина, Зина и Петя. Всё бы ничего, но Василий в дурмане пересекает границу Германии, а Тарас и Степан забывают человеческую речь и живут как первобытные люди. |

### Сезон 4
| Серия   | Премьера   | Краткое описание |
| ------- | ---------- | --- |
| 1 (53)  | 03.12.2002 | «Похищение и таинственная коробка». У Задовых похищают самое драгоценное — их любимый японский телевизор. Бандиты устраивают резиденцию в квартире Тракторенко и по рации выдвигают своё главное требование: узнать, что прапорщик Пастушенко делал в свой 40-й день рождения. |
| 2 (54)  | 04.12.2002 | «На даче. У комбата». Василий и Нина на красной «семёрке» приезжают в Жуполово на дачу к товарищу комбату. От радости комбат заставляет Задова колоть дрова, носить воду, рыть колодец и строить бомбоубежище от НЛО. Кстати, в этой серии Нина уже не блондинка, а тёмно-рыжая. |
| 3 (55)  | 05.12.2002 | «На даче 2. Микрофильм». На этот раз отдыхают Петя и Зина. Они оказываются под пристальным вниманием международных шпионов и чуть не вляпываются в историю с микроплёнкой, которая несёт угрозу всемирной экологической катастрофы. |
| 4 (56)  | 06.12.2002 | «Роды Нины Задовой». Нина сообщает Василию, что беременна, от чего тот приходит в ужас и начинает всеми возможными методами подталкивать её на аборт. Ему удаётся подставить Степана в качестве отца ребёнка, и Нина соглашается на аборт, но выяснится, что то был не ребёнок, а просто газы. В этой серии Василий Задов изображает Нагиева в «Окнах». |
| 5 (57)  | 09.12.2002 | «Отцы ботаника». Аллюзия на фильм «Папаши». К Петру Семёновичу, считавшему, что его отец погиб военным лётчиком, вдруг заявляются сразу трое, каждый из которых гордо претендует на отцовство. Зина быстренько их выпроваживает, но проблему это не решит. А Тарас в это время зарекается перед Галей не пить водку, хотя клятва эта чревата для него печальными последствиями. |
| 6 (58)  | 10.12.2002 | «Баллистическая ракета». Испугавшись угрозы президента о сокращении вооруженных сил, Задов и Пастушенко разворачивают целую кампанию «выслуги» перед комбатом, чтобы остаться в части. Но Тарас устраивает всё с выгодой для себя, получив повышение, а Василия увольняют. Тогда Тарас обещает ему помочь и делает его новым русским — главой филиала по продаже поросячьей щетины. |
| 7 (59)  | 11.12.2002 | «Мужья-изменники». Василий, Пётр Семёнович и Степан отправляют Нину, Зину и Люсю в отпуск, предвкушая счастливые недели без жён. Пётр Семёнович спаивает закодированного Степана через клизмы, потом сам случайно знакомится по телефону с молодой девушкой, а к Василию Петровичу в поисках дихлофоса заглядывает кокетливая соседка. |
| 8 (60)  | 15.12.2002 | «Двойник ботаника». Петра Семёновича арестовывает участковый Рылов (только что после трепанации черепа) — он принимает его за болгарского рецидивиста Хренова и сажает за решётку, а настоящий рецидивист в это время хозяйствует в квартире Тракторенко, поскольку и Серёга, и Зина принимают его за Петю. |
| 9 (61)  | 16.12.2002 | «Любовь по кругу». Зина принимает серьёзное решение оставить Петю и начать новую жизнь со своим любовником Колей на полуострове Рыбачий. Когда же она застаёт Петра Семёновича с коллегой по работе за разглядыванием выращенного им цветка-мутанта и выдумывает невесть что, Зина уже не так уверена в своём выборе. |
| 10 (62) | 17.12.2002 | «Негритянская история». Таня приводит домой своего мужа Ваню, и всё бы ничего, да вот Ваня — негр, а Василий относится к такому люду с огромным предубеждением. Сначала он терпит, потом бесится, потом Паша выдумывает очередной гениальный план «развода», и парочку правда разведут, только после выяснится, что Ваня — сын короля африканской страны Мнумбу. |
| 11 (63) | 18.12.2002 | «Освежение чувств». Нина решает, что её сексуальная жизнь с Василием скупа и неполноценна и, следуя рекомендациям книги «Жизнь после 40», она начинает экспериментировать, чтобы восстановить былую страсть. В результате опыта Нина уйдёт жить к Зине, которая выгнала Петра Семёновича, и тому пришлось в поисках ночлега заглянуть на огонёк к Василию. И проживут они так целую неделю. Сцена, в которой Нина с закрытыми глазами ест продукты, протягиваемые Василием, является отсылкой к эпизоду из фильма «Девять с половиной недель». |
| 12 (64) | 19.12.2002 | «Женитьба управдома». По мотивам пьесы Николая Васильевича Гоголя «Женитьба». Участковый Рылов помогает управдому Аполлонову найти невесту. Он приводит его к профессиональной свахе, где тот находит себе невесту в виде аллергической девицы с косой. Аполлонов чуть было на ней не женится, но в конце испугается и убежит, спрыгнув с балкона. |
| 13 (65) | 20.12.2002 | «Выборы». Выборы нового управдома. Аполлонов мечтает остаться на десятый срок, но на этот раз у него серьёзная конкуренция — Нина Задова решительно вознамерилась претендовать на эту должность. И тогда Аполлонов по совету Рылова шантажом достаёт у Тракторенко любовный эликсир и подмешивает его Нине, чтобы та, влюбившись в него, сняла свою кандидатуру. Но эликсир по случайности выпивает Лёня, и первой, кого он видит, становится Нина.                                                                                            |
| 14 (66) | 23.12.2002 | «Страсти по-итальянски». В Россию приезжает итальянец Марио Амбрози, в надежде встретить девушку своей мечты. Он поселяется у Степана, затем влюбляется в проститутку Ольгу, но бедняге ещё предстоит познакомиться с русскими «обычаями». |
| 15 (67) | 24.12.2002 | «Евреи и арабы». Паша случайно встревает в такую ситуацию, когда ему необходимо жениться сразу на еврейке и мусульманке, иначе — смерть. Василий заставляет его жениться и получает в придачу два фруктовых ларька. Однако у Паши не всё ладится с его новыми жёнами, а тут ещё их братья устраивают межусобицу и впутывают в это дело своих новых родственников. |
| 16 (68) | 31.12.2002 | «Новый год 2003». В канун Нового года Зина и Петя пробуют не ссориться, чтобы и весь год у них прошёл мирно; Таня ожидает в гости Джорджа Клуни; Вася и Нина едут к комбату на дачу; Пастушенко блуждает по лесу в поисках той же дачи, чтобы осуществить задуманный им и Василием план нападения переодетого в шкуру медведя Тараса на комбата и последующего его спасения Задовым и Пастушенко; и ещё много-много умопомрачительного, включая Таню Буланову, настоящего медведя-мутанта и бесподобного Кабаняна.                             |

### Сезон 5
| Серия   | Премьера   | Краткое описание |
| ------- | ---------- | --- |
| 1 (69)  | 15.10.2003 | «Космическая эпопея: Эпизод 1». Василий Петрович и Пётр Семёнович, распивая водку у экрана телевизора, узнали о наборе космонавтов из числа простых людей и, несмотря на алкогольное опьянение, были допущены к полёту на Марс по причине отсутствия других желающих. Во время выполнения своей миссии они узнают, что к Земле на огромной скорости приближается метеорит, и спасти планету могут лишь наши герои. |
| 2 (70)  | 16.10.2003 | «Космическая эпопея: Эпизод 2». Василий и Пётр, полностью уверенные, что они совершают космический полёт на Марс, вдруг узнают, что на самом деле их просто снимают в павильоне для телесериала. Сериал транслируется на всю страну, однако страна, как и наши герои, думает, что полёт настоящий. Поэтому после выхода финальной серии, в которой они погибают, Василия и Петра Семёновича ждёт много сюрпризов по возвращении домой: Нина вышла замуж за физически мощного и неразговорчивого генерала Вадима Циклопова, а Зина начала сожительствовать со своим любовником Аполлоновым. |
| 3 (71)  | 17.10.2003 | «Дворничиха и ботаник». Зимней ночью на улице Петра Семёновича находит полунемая дворничиха. Когда Пётр приходит в себя, он не может ничего вспомнить, и дворничиха убеждает его, будто он её муж, во что ботаник искренне верит. Однако то и дело у него случаются спонтанные воспоминания о Зине. |
| 4 (72)  | 20.10.2003 | «Похудание прапорщика». Василия обещают назначить начальником склада ГСМ, но только с тем условием, что он бросит курить. Василий курить бросает, и у него начинает очень страшно расти аппетит, в результате чего он толстеет на глазах, его спортивные показатели стремительно блёкнут, должность начальника склада ГСМ под угрозой. И тогда Василий Петрович решает во что бы то ни стало похудеть. |
| 5 (73)  | 21.10.2003 | «Бен Ладен». Жители дома на улице Красивых Молдавских Партизан внезапно обнаруживают, что в квартире Степана скрывается не кто иной, как сам Усама бен Ладен. Пока Паша с Серёгой мечтают его поймать, Зина проводит нелегальную операцию по пересадке донорской попы, Петя апробирует новоизобретенную Машину, Определяющую Местонахождение Любого Объекта (МОМЛО), а Нина крутит роман с американским военным Джоном. |
| 6 (74)  | 22.10.2003 | «Газета „Сущая правда“». Василий даёт «откровенное» интервью газете «Сущая правда», где, следуя чётким указаниям, выставляет в самом лучшем свете всех, от комбата до участкового. Однако газета печатает прямо противоположное, и в итоге на Василия Петровича ополчаются абсолютно все. |
| 7 (75)  | 23.10.2003 | «Снос дома». Накануне Дня города семьи вновь сражаются по «квартирным» соображениям, поначалу за то, чтобы их квартира носила гордое звание одной из лучших в городе, ну а затем дело принимает более серьёзный оборот: над домом нависает угроза быть снесённым, и жильцы вынуждены бороться против. |
| 8 (76)  | 24.10.2003 | «Страшная девочка». Ира Голубкова — некрасивая девушка, сирота, выросшая в тайге, чистая душой и сильная на руку. В 17 лет она покидает леса и едет к своей тёте, Нине Задовой, в город, где её ждут самые невероятные приключения. |
| 9 (77)  | 27.10.2003 | «Проклятие Пастушенко». В далёком 1492 году Чёрный поляк проклял род Пастушенко на вечный заразный дебилизм. Много лет спустя эта жестокая участь не миновала и Тараса, а также его соседей, невесту и сослуживцев. Снять заклятье можно лишь одним способом: Тарас должен жениться на потомке поляка. |
| 10 (78) | 28.10.2003 | «Алмаз». Паша и Серёга, одержимые желанием разбогатеть, не напрягаясь, случайно узнают об алмазе, спрятанном в загадочной рыбе в квартире убитого у них на глазах бухгалтера, и немедля отправляются на его поиски. |
| 11 (79) | 29.10.2003 | «Машина времени». Аллюзия на фильм «Назад в будущее». Пётр Семёнович изобретает самую настоящую машину времени, и вскоре ей находится особое применение: Василий, оказавшийся в затруднительном положении, отправляется в прошлое, чтобы предотвратить проигрыш комбату в шахматной партии, которую Багратионов сравнил с матчем на первенство мира между Виктором Корчным и Анатолием Карповым. |
| 12 (80) | 30.10.2003 | «Брат прапорщика». Всю свою жизнь Василий страдал от того, что его брат Борис, заделавшись евреем, служил в Израиле. Когда же нелюбимый родственник внезапно приезжает к Василию Петровичу в гости, бедный прапорщик делает всё, чтобы избавиться от Бориса. |
| 13 (81) | 31.10.2003 | «Женатый-холостой». Паша женат на Наташе. Серёга пытается добиться расположения хоть какой-нибудь девчонки. Он завидует своему ныне женатому другу, будучи уверенным, что тот лишён проблем и счастливо пожинает плоды супружеской жизни. Паша же тем временем мечтает быть таким же свободным, как его дружбан Серёга. |
| 14 (82) | 03.11.2003 | «В изгнании. Трудовой лагерь». После поджога дома на улице Красивых Молдавских Партизан Василий и Пётр Семёнович были посажены в тюрьму, а их семьи отправлены в глухую деревню, где в роли помещиков уютно и припеваючи отдыхают управдом и участковый. |
| 15 (83) | 04.11.2003 | «В изгнании 2. Вампиры». В конце предыдущей серии Таня ошеломила всех устрашающей новостью о появлении в окрестных лесах вампиров. Теперь в деревне начинают твориться загадочные и страшные события. |
| 16 (84) | 05.11.2003 | «Нина — любовница комбата». Василий тайно встречается с новой буфетчицей Маринкой. Нина тайно встречается с товарищем комбатом. Можно себе представить, что начнётся, когда все четверо окажутся в одной комнате и начнут отрицать свои запутанные отношения. |
| 17 (85) | 06.11.2003 | «Мнимый любовник». Нина уходит от Василия к другу юности, в которого она внезапно по уши влюбилась, оставляя прапорщика наедине со всеми его противоречиями и эмоциональными заковырками. Сцена, в которой Василий Петрович в женском платье под песню группы «Би-2» «Полковнику никто не пишет» расстреливает персонал и посетителей Manga Bar’а, является отсылкой к эпизоду из фильма «Брат 2». |
| 18 (86) | 10.11.2003 | «Коробка с миллионом». Соскучившиеся по приключениям, Василий и Пётр Семёнович гуляют во дворе и внезапно находят одинокий сотовый телефон. Если бы они знали, какой путь откроет им ответ на всего лишь один-единственный звонок. |
| 19 (87) | 11.11.2003 | «Геморрой ботаника». Зина уезжает в санаторий, оставив на Петю множество хлопот. Поначалу ботаник справляется, поскольку у него оказалось много готовых ему помочь друзей, однако затем один за другим они подкладывают ему свинью. |
| 20 (88) | 12.11.2003 | «Бабы — дуры». У каждой из женщин дома на улице Красивых Молдавских Партизан наступает решающий в жизни момент: Нина находится в романтических отношениях с итальянским тенором Лучано, Люся заставляет упрямого Степана дать ей развод, Галя склоняет Тараса на ней жениться, и только Зина вынуждена страдать от недостатка драматики. |
| 21 (89) | 13.11.2003 | «Непьющий Степан». Несчастная Люся, вконец уставшая от Степана и его пьяных выходок, по совету Зины идёт в церковь, где просит отца Дормидонта, имеющего телефонную связь с Богом, апостолами и ангелами, избавить мужа от алкогольной зависимости. В итоге Люся получает абсолютно трезвого, работящего Степана, но теперь вместо страсти к водке его обуревает страсть к женщинам. |

### Сезон 6
| Серия  | Премьера   | Краткое описание |
| ------ | ---------- | --- |
| 1 (90) | 12.01.2004 | «Заминированный унитаз». В один прекрасный день Василий оказывается прикованным к заминированному унитазу. В квартире Задовых появляются похожая на ведущую «Слабого звена» Марию Киселёву репортёр (Нагиев), МЧСники и управдом, однако вместо реальной помощи прапорщику они занимаются паникёрством и само-PR'ом. |
| 2 (91) | 13.01.2004 | «Английский посол». Английский посол Ричард, возлюбленный Нины, оставляет ей в качестве знака верности дорогое кольцо — ключ от ядерного чемоданчика под кроватью Британской Королевы. Спустя какое-то время Ричард возвращается за кольцом, однако оно бесследно исчезло.                                           |
| 3 (92) | 14.01.2004 | «Каска-невидимка». В военную часть с проверкой приезжает генерал Сиська. Выбранный козлом отпущения, Василий Петрович выдумывает, что нищета и разворованность части на самом деле — прикрытие для разработки секретного оружия, изобретённой им каски-невидимки.                                                    |
| 4 (93) | 15.01.2004 | «День солдатика». Солдатик-изгой по имени Лёва Счастливчик курьером едва попадает в семью Задовых, как на его голову тут же сваливаются больной дедушка, Таня и её ухажёр, а также Клавдия-буфетчица. |
| 5 (94) | 16.01.2004 | «Любовь Красавчика». Лёня, оказавшись свободным от родителей (госпитализированного Степана и уехавшей в Эстонию Люси), устраивает свою судьбу на личном фронте и с помощью соседа Тараса Пастушенко разбирается с тремя девушками, каждая из которых ему по-своему дорога.                                           |

## Музыка
Главная музыкальная тема сериала — композиция Hu Ha итальянской джаз-группы Montefiori Cocktail. В музыкальном оформлении «Модерна» доминируют хиты рок-, поп- и электронной музыки 1960-х — 2000-х годов, главным образом сёрф-рок группы The Ventures, а также ремиксы и кавер-версии в исполнении Макса Раабе. Другим важным мотивом является югославская музыка. Так, сериал изобилует саундтреками из фильмов Эмира Кустурицы («Время цыган», «Чёрная кошка, белый кот»), а также отдельными произведениями авторства Горана Бреговича, Нелле Карайлича и других.

## Межпрограммные ролики
- В 2001—2002 годах в интерьерах квартир героев сериала было снято несколько юмористических роликов, где Дмитрий Нагиев и Сергей Рост в разных образах анонсировали рубрику «Кино в 21:00» на СТС[85].
- В конце 2002 и начале 2003 года в межпрограммном пространстве СТС выходили поздравления зрителей канала с Новым годом в исполнении главных и второстепенных персонажей «Осторожно, модерн! 2»[86][87][88][89].
- В 2003—2004 годах было выпущено восемь минутных межпрограммных эпизодов под названием «Полезные советы прапорщика Задова», где Василий Петрович рассказывал, как отучить кота таскать объедки из мусорного ведра[90], как экономить на спичках[91], как стирать носки[92], как бороться с блохами[93], как ухаживать за сапогами[94], как пользоваться одеколоном[28][95], как избавиться от надоедливых соседей[96] и как охотиться на муравьёв[97]. После закрытия «Осторожно, модерн! 2» советы Задова в текстовом виде появлялись на сайте СТС на странице сериала «Осторожно, Задов!»[98].
- В 2003 году в межпрограммной передаче «Самый умный» на СТС участвовали персонажи из «Осторожно, модерн! 2». В одном из выпусков соревновались четыре персонажа Нагиева: алкоголик Степан, Зинаида Тракторенко, прапорщик Задов и участковый Рылов; самым умным был признан Василий Петрович, меньше всего баллов набрал Рылов (не ответил ни на один вопрос). В другом за почётное звание боролись персонажи Роста: Пётр Тракторенко, Нина Задова, комбат Иван Багратионов и управдом Михаил Аполлонов; победителем стал Пётр Семёнович, а меньше всего баллов набрал комбат (как и участковый, он не ответил ни на один вопрос)[28][99].

## Факты
- «Осторожно, модерн! 2» снимался в Петербурге в доме № 11 по улице Ильюшина[19], съёмки сериала проходили раз в месяц, блоками по три дня с 10-00 до ночи[21]. За сутки снимали одну серию, столько же времени было необходимо на её монтаж[100].
- За исключением межпрограммной рубрики «Скажи», сериал стал единственным оригинальным проектом СТС из числа запущенных командой Романа Петренко, который продолжил производиться после прихода на канал Александра Роднянского в качестве генерального директора[101].
- В 2003 году Нагиев заявил, что сериалу и его предшественникам не удавалось войти в тройку номинантов на премию ТЭФИ из-за царившей в ней коррупции[102]: «Я никогда не получал ТЭФИ за „Осторожно, модерн!“, потому что дорого — были озвучены цены за первое, второе место. Россия — единственная страна в мире, где можно купить первое место. Первое место не продаётся нигде, первое — оно первое. Дальше есть какие-то интриги, можно купить первое место. Мы всегда четвёртые, всегда четвёртые на протяжении последних шести лет»[103].
- В 63-65, 67 и 69-70 эпизодах сериала присутствовал продакт-плейсмент водки «Новый русский герой»[40], затем в 71-90 сериях была скрытая реклама водки «Ять»[32].
- Закрытие сериала произошло в январе 2004 года, по данным портала «ПитерТВ», по причине того, что Рост не согласился с предложением Нагиева остаться только сценаристом проекта, в то время как главные роли бы помимо Нагиева играли звёзды шоу-бизнеса[104]. По словам Нагиева, Рост покинул сериал сам[105]: «Рост теперь ходит на ежедневные тусовки и занимается лизоблюдством. И это одна из причин нашего расставания»[106]. По данным украинской газеты «Сегодня», причиной разногласий между актёрами стали финансовые противоречия: Рост попросил увеличить ему гонорар, а Нагиев на это не пошёл[107]. По предположению Петра Сидорова из газеты «Смена», разрыв дуэта произошёл из-за стремления Нагиева вульгаризировать сюжет сериала, добавив в него «…скабрёзности на физиологические темы»[108]. В свою очередь, в октябре 2004 года Александр Роднянский в интервью Елене Афанасьевой так прокомментировал ситуацию: «Что касается „Осторожно, модерн!“, то, как вы знаете, лично сами по себе Дмитрий Нагиев и Сергей Рост расстались, никакие усилия ни с нашей стороны, ни со стороны продюсеров программы не помогли им найти общий язык»[109].
- После закрытия проекта Рост заявил, что один из центральных персонажей сериала — прапорщик Задов — был придуман им и Анной Пармас[110]. В декабре 2006 года Нагиев заявил: «Изначально его образ написал наш режиссёр, в качестве проходного персонажа. Но потом гримёр решил дополнить — нашёл этот нос, усы… и получился вполне законченный образ прапорщика Задова, который я уже довёл, можно сказать, до кондиции. Я придумал всё его внутреннее „я“. Можно сказать, что Задов — это целиком моё детище. Кто бы что ни говорил»[111], однако через полтора месяца он всё же признал авторство Роста[112].